# Peace Brigades International
Peace Brigades International (PBI) (Международные бригады мира) — общественная организация, основанная в 1981 году, которая «защищает права человека и способствует ненасильственному урегулированию конфликтов». В первую очередь, она отправляет международных волонтеров в места конфликтов для обеспечения защиты, мирного сопровождения членов организаций по защите прав человека, сельских общин и других объединений, находящихся под угрозой политического насилия.
PBI также содействует другим миростроительным инициативам в конфликтующих странах. Это независимая организация, которая не вмешивается в деятельность тех, кого сопровождает.
В настоящее время, в 2020 году, у PBI есть проекты на территории Колумбии, Гватемалы, Гондураса, Индонезии, Кении, Мексики и Непала.

## История
Организация Peace Brigades International, вдохновленная работой Шанти Сена в Индии, была основана в 1981 году группой пацифистских активистов в лице Нарайяна Десаи, Джорджа Уиллоуби, Чарльза Уокера, Рэймонда Мэги, Джейми Диаса и Мюррея Томсона. В 1983 году, во время гражданской войны в Никарагуа между сандинистами и контрас, PBI направила краткосрочную миротворческую группу в Халапу, Никарагуа, расположившись между враждующими группировками. Этот проект был продолжен и расширен организацией Witness for Peace. Первый долгосрочный проект PBI был начат в том же году в Гватемале (1983—1999 годы, возобновлен в 2003 году), за которым последовали Сальвадор (1987—1992 годы), Шри-Ланка (1989—1998 годы), Северная Америка (1992—1999 годы, Канада и США), Колумбия (с 1994 года), Балканы (1994—2001 годы, совместно с другими организациями), Гаити (1995—2000 годы), Мексика (с 1998 года), Индонезия (1999—2011 годы и с 2015 года), Непал (2005—2014 годы), Кения (с 2013 года) и Гондурас (с 2013 года).
В 1989 году добровольцы PBI сопровождали лауреата Нобелевской премии мира Ригоберту Менчу во время её первого визита в Гватемалу после изгнания. PBI также защищала Амилькара Мендеса, Нинет Монтенегро и Фрэнка Лару в Гватемале; в Колумбии Марио Каликсто и Клаудию Джульетту Дуке. Международная работа по сопровождению, которую разработала и инициировала PBI, вдохновила на подобную деятельность многие другие организации, включая Witness for Peace, The Christian Peacemaker Teams, The Muslim Peacemaker Teams, Nonviolent Peaceforce, Protection International, The International Peace Observers Network и The Meta Peace Team.

## Организация
PBI — командная организация, в которой решения принимаются на основе делегированного консенсуса. В своей структуре организация не имеет иерархий. Это означает, что Генеральная Ассамблея, высший орган, передала всем подразделениям PBI право принимать решения на основе консенсуса между своими членами по вопросам, входящим в их зону ответственности, как это определено в уставе.
В общей структуре PBI выделяют три различных аспекта: группы стран, проекты на местах и международный уровень (который состоит из Генеральной Ассамблеи, Международного совета и Международного операционного совета).
Группы стран, куда входят Бельгия, Великобритания, Германия, Ирландия, Италия, Испания, Канада, Нидерланды, Норвегия, США, Франция, Швейцария, и Австралия (ассоциированная группа стран) образуют основу PBI и отвечают за включение и начальное обучение добровольцев и развитие сетей поддержки проектов. Они также отвечают за информационно-просветительскую деятельность, сбор средств, публикации и повышение наглядности работы PBI и организаций, которые она сопровождает.
Проекты в Колумбии, Гватемале, Гондурасе, Индонезии, Кении, Мексике и Непале проводят работу по защите и сопровождению, выстраивают коммуникацию, готовят отчеты, обучают и поддерживают волонтеров, а также занимаются информационно-просветительской деятельностью, сбором средств и сотрудничеством с другими организациями. А также совместно с группами стран координируют создание и активацию международных сетей поддержки.
Высшим органом принятия решений PBI является Генеральная Ассамблея (ГА), которая собирается каждые три года, принимает ключевые стратегические решения и назначает Международный совет. ГА состоит из добровольцев и представителей персонала из групп стран и проектов PBI.

## Волонтеры
PBI привлекает волонтеров с самым разным жизненным опытом для работы в местных проектах. Многие страны, в том числе Австралия, Австрия, Аргентина, Бангладеш, Бельгия, Боливия, Бразилия, Великобритания, Германия, Голландия, Греция, Ирландия, Испания, Италия, Колумбия, Мексика, Нидерланды, Норвегия, Португалия, Польша, Румыния, Соединенные Штаты Америки, Словения, Финляндия, Франция, Чехия, Чили, Швеция, Швейцария предоставляли волонтеров для PBI. Потенциальные волонтеры должны строго придерживаться позиции ненасилия, также кандидаты должны пройти углубленное обучение, в рамках которого они изучают философию и стратегии ненасилия и учатся работать в команде.

## Награды
За свою деятельность Peace Brigades International получила множество наград, в том числе Премия мира имени Хосепа Видаля и Льеха (1989), Премия имени Фридриха Зигмунда-Шульце (1995, PBI-Германия), Премия мира и солидарности народов (1995), Международная премия мира Пфеффера (1996), Международная премия мира в Ахене (1999), Памятная медаль мира (1999), Премия имени Мартина Энналса для правозащитников (2001, проект в Колумбии),
Международная премия Хайме Брюне (2011).